# ITA National Intercollegiate Indoor Championships 2001 (Februar)
Bei den Rolex National Intercollegiate Indoor Championships wurden im Februar 2001 zum 22. Mal die Hallen-College-Tennis-Meister im Einzel und Doppel ermittelt. Gespielt wurde vom 1. bis zum 4. Februar im Brookhaven Country Club in Farmers Branch, Texas in der Nähe von Dallas.
Es war die letzte Austragung des Turniers im Februar. Zur Saison 2001/02 wurde es in den November verschoben. Aus diesem Grund fand es im Jahr 2001 zweimal statt.

## Herreneinzel
| Nr. | Spieler          | Erreichte Runde |
| --- | ---------------- | --------------- |
| 1.  | Genius Chidzikwe | Halbfinale      |
| 2.  | Marko Cerenko    | Achtelfinale    |
| 3.  | Matías Boeker    | Achtelfinale    |
| 4.  | Oskar Johansson  | Finale          |

| Nr.   | Spieler       | Erreichte Runde |
| ----- | ------------- | --------------- |
| 5.–8. | Romain Ambert | Achtelfinale    |
| 5.–8. | Bo Hodge      | 1. Runde        |
| 5.–8. | Alex Kim      | Sieg            |
| 5.–8. | Shuon Madden  | 1. Runde        |

## Herrendoppel
| Nr. | Paarung                          | Erreichte Runde |
| --- | -------------------------------- | --------------- |
| 01. | Huntley Montgomery Brian Vahaly  | 1. Runde        |
| 02. | Matías Boeker Travis Parrott     | Halbfinale      |
| 03. | Olivier Levant Nathan Overholser | 1. Runde        |
| 04. | Amer Delić Graydon Oliver        | 1. Runde        |

## Dameneinzel
| Nr. | Spieler         | Erreichte Runde |
| --- | --------------- | --------------- |
| 1.  | Laura Granville | Sieg            |
| 2.  | Ansley Cargill  | Finale          |
| 3.  | Michelle Dasso  | Halbfinale      |
| 4.  | Natalie Cahana  | Viertelfinale   |

| Nr.   | Spieler           | Erreichte Runde |
| ----- | ----------------- | --------------- |
| 5.–8. | Lauren Kalvaria   | Achtelfinale    |
| 5.–8. | Jewel Peterson    | Achtelfinale    |
| 5.–8. | Aarthi Venkatesan | Achtelfinale    |
| 5.–8. | Sara Walker       | Viertelfinale   |

## Damendoppel
| Nr. | Paarung                         | Erreichte Runde |
| --- | ------------------------------- | --------------- |
| 01. | Paola Palencia İpek Şenoğlu     | Finale          |
| 02. | Kristy Dascoli Monica Rincon    | 1. Runde        |
| 03. | Amanda Johnson Megan Miller     | Viertelfinale   |
| 04. | Vladimíra Uhlířová Janet Walker | Viertelfinale   |